# Selkirk Mountains

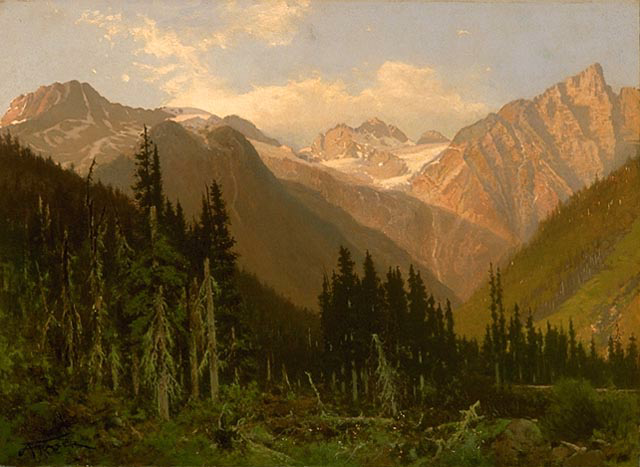
Obraz J.A. Frasera przedstawiający Przełęcz Rogera

Selkirk Mountains (ang. Selkirk Mountains) – pasmo górskie położone w górach Columbia Mountains o długości ok. 320 km. Rozciąga się od południowej części kanadyjskiej prowincji Kolumbia Brytyjska aż na teren Stanów Zjednoczonych do stanów Idaho i Waszyngton. Największym szczytem pasma jest Mount Sir Sandford – 3519 m n.p.m.. Góry nazwano na cześć Thomasa Douglasa, piątego earla Selkirk.

## Historia
Po raz pierwszy uznane zostały za odrębne pasmo górskie w roku 1807 przez Davida Thompsona, kartografa handlującej futrami Kompanii Północno-Zachodniej i nazywane były wówczas Nelson Mountains. Podczas budowy kolei stanowiły jedną z najcięższych zapór, dopiero odkrycie przełączy Rogers Pass umożliwiło przeprowadzenie linii kolejowej. W 1857 w rejonie pasma odkryto złoto.

## Najwyższe szczyty
Znaczna część najwyższego pasma Selkirk objęta jest Parkiem Narodowym Glacier. Pozostałe wysokie szczyty znajdują się na północy pasma w miejscu połączenia z główną częścią Columbia Mountains.
- Mount Sir Sandford - 3519	m n.p.m. (Północne Selkirk Mountains)
- Mount Dawson - 3377 m n.p.m.  (Park Narodowy Glacier)
- Mount Selwyn - 3355 m n.p.m. (Park Narodowy Glacier)
- Adamant Mountain - 3345 m n.p.m. (Północne Selkirk Mountains)
- Austerity Mountain -  3337 m n.p.m. (Północne Selkirk Mountains)
- Mount Wheeler - 	3336 m n.p.m. (Park Narodowy Glacier)
- Grand Mountain - 	3287 m n.p.m. (Park Narodowy Glacier)
- Mount Sir Donald - 3284 m n.p.m.	(Park Narodowy Glacier)
- Iconoclast Mountain - 3236 m n.p.m. (Park Narodowy Glacier)
- Mount Kilpatrick - 3224 m n.p.m. (Park Narodowy Glacier)
- Abercrombie Mountain - 2227 m n.p.m.